# Hymedesmia lenta
Hymedesmia lenta är en svampdjursart som beskrevs av Descatoire 1966. Hymedesmia lenta ingår i släktet Hymedesmia och familjen Hymedesmiidae. Inga underarter finns listade i Catalogue of Life.